# Drapac EF p/b Cannondale Holistic Development Team
Drapac-Pat's Veg Holistic Development Team  is een Australische wielerploeg. Het team werd opgericht in 2006. In de seizoenen 2014, 2015 en 2016 had het team een Pro-continentaale status. Hoofdsponsor Drapac werd midden 2016 ook cosponsor bij World Tour team Cannondale Pro Cycling Team, hierdoor werd het team vanaf het seizoen 2017 een continentaal opleidingsteam van het World Tour team Cannondale-Drapac Pro Cycling Team.

## 2017

### Renners
| Naam              | Geboortedatum | Ploeg 2016                  |
| ----------------- | ------------- | --------------------------- |
| Brad Evans        | 08-05-1992    |                             |
| Jesse Featonby    | 08-07-1987    | ?                           |
| Tom Kaesler       | 01-03-1995    | ?                           |
| Nicholas Katsonis | 02-10-1994    | State of Matter MAAP Racing |
| Oliver Kent-spark | 24-12-1992    | An Post-Chainreaction       |
| Cyrus Monk        | 07-11-1996    | ?                           |
| Drew Morey        | 27-11-1996    | ?                           |
| James Pane        | 14-02-1996    | ?                           |
| Mathew Ross       | 19-03-1996    | ?                           |
| Liam White        | 09-11-1994    | ?                           |
| Theodore Yates    | 28-02-1995    | Attaque Team Gusto          |